# Пергамино
Пергамино (исп. Pergamino) — город на востоке Аргентины в провинции Буэнос-Айрес. На 2010 год численность населения составляла 104 922 человека.

## История
Территории вокруг современного города всегда ценились местными племенами, такими как чарруа и мапуче, которые проживали в этой местности, за плодородие почв и прекрасные пастбища. По этой же причине на эту местность обратили внимание испанские колонисты около 1620 года. Поселение стало важным пунктом на торговом пути между Буэнос-Айресом и Кордовой, оно получило своё название 3 января 1626 года в честь слова пергамент (документ, потерянный группой испанцев). Первые предприятия в поселении открылись в 1700 и в 1749 годах. Постоянные нападения местных племён заставили возводить крепость. Однако эти атаки не прекращались, и 8 августа 1751 года посёлок был разрушен. Всё же это место продолжало интересовать Буэнос-Айрес, и в 1769 году командующий Хуан Гонсалес приказал отстроить посёлок. Восстановление прошло успешно, кюре соседнего Арресифеса был назначен епископом Пергамино в 1779 году, а в 1784 году поселение стало центром одноимённого округа. Крепость Пергамино играла важную роль на начальных стадиях войны за независимость, а в 1815 году стала центром мятежа полковника Игнасио Альвареса Томаса против правительства верховного правителя Карлоса Марии де Альвеара.

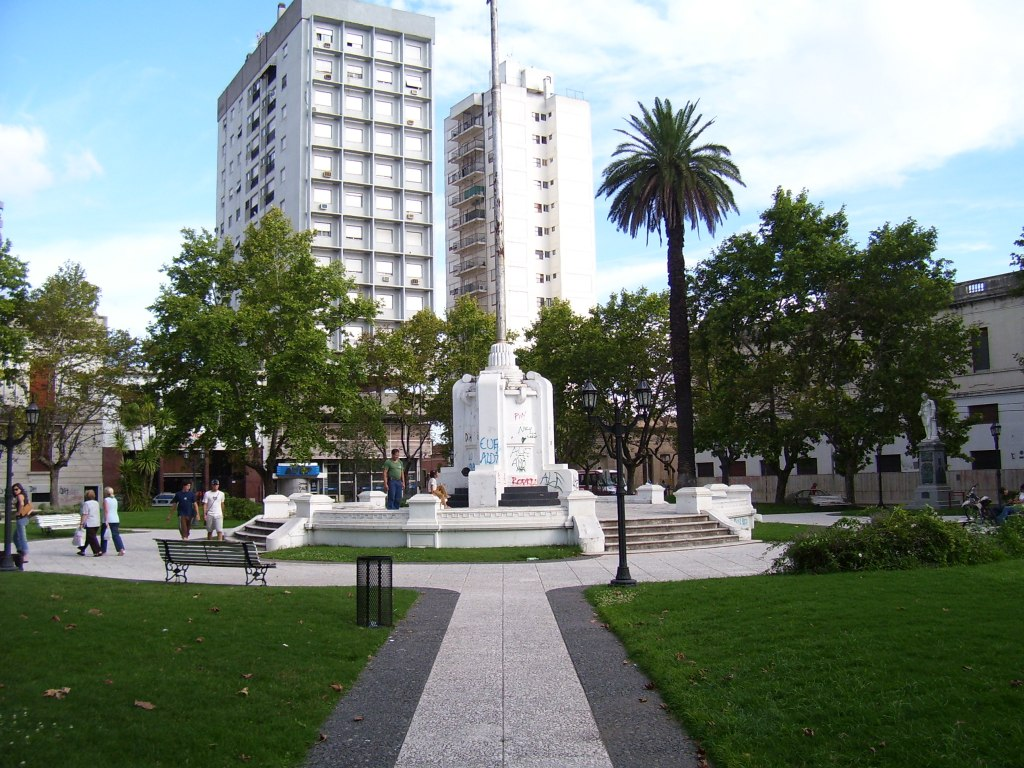
Площадь Мерсед

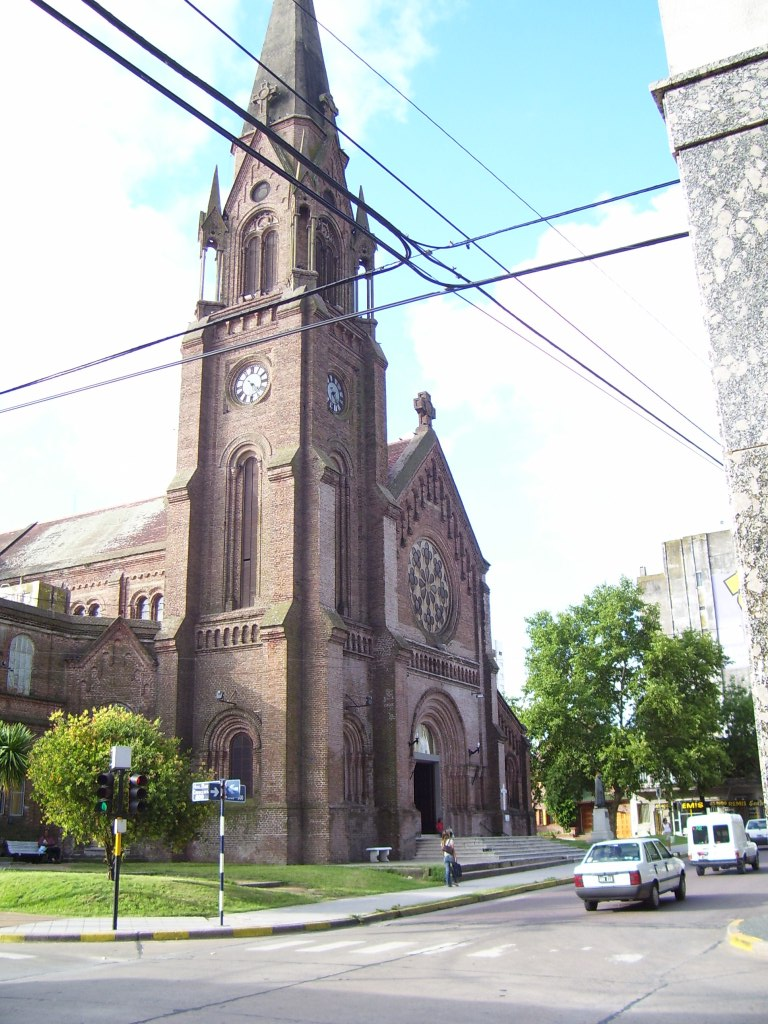
Церковь Святой Девы Марии

После завершения освободительной борьбы новый прогрессивный губернатор Буэнос-Айреса Мартин Родригес был назначен на пост мирового судьи в 1822 году, а первая школа была открыта здесь в 1828 году. Вскоре в городе было размещено несколько скотоводческих ферм, которые принадлежали родственникам Хуана Мануэля де Росаса во время его пребывания у власти. Однако в результате правления репрессивного режима Росаса единственная школа была закрыта в 1838 году. После падения режима Росаса и избрания на пост губернатора Буэнос-Айреса, а в 1862 году и президентом страны Бартоломе Митре начались прогрессивные сдвиги и в жизни пергаминцев. Митре в 1862 году основал первый в Аргентине институт агрономии, что способствовало стремительному развитию сельского хозяйства, в частности, в районе Пергамино. Главным сектором сельского хозяйства стало выращивание кукурузы. Посёлок начал быстро расти, включая открытие четырёх школ в 1873 году; однако реальный рост промышленности Пергамино начался с открытием здесь железнодорожной станции (1882 год) на пути к Росарио. Пергамино, численность населения которого превышала 10000 и в котором было свыше 90 зарегистрированных предприятий, формально получил статус города 23 октября 1895 года.
Продолжая опираться на выращивание кукурузы, местные фермеры основали за свой счёт сельскохозяйственную лабораторию в 1912 году. Население Пергамино, численность которого теперь увеличивалась за счёт европейских переселенцев, выросло более чем втрое за период с 1895 до 1914 года и превысило 30000 человек. В это время в городе существовали баскские, пьемонтские, прованские и ливанские общины, а в 1913 году был открыт отель «Рим», один из самых известных сооружений, построенных в стиле модерн. Один из эмигрантов из Пьемонта, Энрике Венини, основал первую местную газету, которая получила название La Opinión (1917). В городе продолжали расти общины эмигрантов, в том числе появилась и общество инженеров-железнодорожников, которые прибыли из Великобритании, что способствовало также и развитию путей сообщения в городе и прилегающих территориях. Некоторые из этих инженеров, а также директор Центральной Аргентинской железной дороги Рональд Лесли решили организовать первую в городе футбольную команду, что и сделали 18 ноября 1918 года. Эта команда получила название в честь британского фельдмаршала, героя англо-бурской и Первой мировой войн, генерала Дугласа Хейга. Клуб Атлетико Дуглас Хейг — ныне известная региональная команда, которая уже на протяжении длительного времени входит в состав аргентинской лиги B.
Главный храм Пергамино и городская ратуша были основаны в 1930 году. После десяти лет процветания наступила Великая депрессия, которая привела к банкротству многих мелких хозяйств и промышленных предприятий, однако город начал быстро восстанавливаться. В 1936 году открылся Городской музей искусств. Разрушительное наводнение 1939 года заставил строить систему дамб и каналов вдоль реки Пергамино. Численность населения города в 1947 году достигла 50000 человек, и Пергамино впервые вышел на ведущие позиции в промышленности региона. Но во времена правления Хуана Перона снизились темпы сельскохозяйственного производства, что было удивительно для этого аграрного региона. Падение режима Хуана Перона в 1955 году и основание в следующем же года Национальной сельскохозяйственной лаборатории (НІСТ) в Пергамино способствовали возрождению сельскохозяйственного сектора.
На всеобщих выборах 1963 года победил уроженец Пергамино Артуро Умберто Иллиа, который стал новым президентом страны. В правление последнего город продолжал развиваться в экономическом и социальном плане. В городе были возведены первые многоэтажные дома, а также промышленный сектор. Другой уроженец Пергамино, Эктор Чаверо, получил известность благодаря своим фольклорным балладам под псевдонимом Атауальпа Юпанки. Несмотря на то, что он умер в 1992 году, его творчество продолжает иметь большое влияние на музыкальное искусство Аргентины и сегодня.
В конце 1940-х годов один из ливанских эмигрантов, Исаак Аннан, основал в городе первый швейный завод. До 1970 года в городе уже действовали филиалы таких торговых марок, как Wrangler Jeans, Fiorucci, Levi’s, Lee Jeans и многих других местных фирм, на которых было занято около 6000 сотрудников. Потомок французских иммигрантов, Роберто Генуа, основал здесь крупный лесопильный и мебельный комбинат. К тому времени Пергамино стал крупнейшим промышленным центром северной части провинции Буэнос-Айрес. Общегосударственная экономическая нестабильность после 1975 года негативно отразилась на экономике города. К 1985 году количество текстильных предприятий значительно уменьшилось (некоторые были закрыты, а другие превратились в совместные предприятия). Несмотря на это, город продолжал расти, в 1980 году численность населения достигла 70000. Город был выбран для размещения в нём престижного научно-исследовательского института вирусологии (INEVH) в 1978 году. В 1985 году здесь была открыта первая в стране станция кабельного телевидения. Экономические проблемы привели к росту уровня безработицы, в 1989 году даже была приостановлена печать La Opinión. Из-за финансовых трудностей основатель этой газеты был вынужден продать её нынешним владельцам.
Серьезные наводнения 1975, 1984 и 1995 годов подчеркнули необходимость дополнительных инвестиций в развитие инфраструктуры, и в 2002 году совокупный эффект от волны импорта и глубокого экономического кризиса привели к сокращению промышленного сектора в Пергамино, в частности, было сокращено около 600 рабочих. На волне роста преступности и общего пессимистического настроения одним из важнейших достижений этой эпохи стало открытие Регионального университета Пергамино, первого ВУЗа в городе (1993 год). После создания в 2002 году Национального университета Северо-Западного Буэнос-Айреса Региональный университет стал одним из его факультетов. Сейчас в кампусе в Пергамино обучается 500 студентов ежегодно.

## Город сегодня
Восстановление экономики Аргентины началось в 2003 году, что привело к резкому росту промышленного производства в городе и сельскохозяйственного — в регионе. Только в течение одного 2003 года в городе было восстановлено 2500 рабочих мест. 2950 квадратных километров прилегающих территорий было выделено под сельскохозяйственные угодья. И хотя местные фермеры массово перешли на производство мясо-молочной продукции, Пергамино оставался национальным лидером по производству зерновых, в частности, сои и кукурузы. Тем не менее, доля населения, задействованного в сельскохозяйственном секторе, по состоянию на 2006 год составляла лишь 8 %, а в перерабатывающей промышленности — 22 %, или более 10000 рабочих мест.
Мэр Пергамино, Эктор Гутьеррес, как и большинство его предшественников, является представителем Гражданского радикального союза, старейшей аргентинской политической партии из тех, что существуют на данный момент. Он был избран на свой в 1999 году.

## Выдающиеся жители города
- Артуро Умберто Иллиа — президент Аргентины с 12 октября 1963 по 28 июня 1966 года, член Гражданского радикального союза.
- Атауальпа Юпанки (22 января 1908 — 23 мая 1992) — аргентинский певец, поэт, гитарист и писатель.
- Паола Суарес (род. 23 июня 1976 года) — теннисистка, один из лидеров мирового тенниса в начале 2000-х годов.
- Аугусто Фернандес — футболист, выступал за футбольные клубы «Ривер-Плейт» и «Велес Сарсфилд».
- Карлос Барбарито — известный поэт.
- Рауль Боррас — аргентинский политический и государственный деятель.